# Dorpsverhalen
Dorpsverhalen is een Belgische stripreeks die begonnen is in 1990 met Jean-François Di Giorgio als schrijver en Benoît Roels als tekenaar.

## Albums
Alle albums zijn geschreven door Jean-François Di Giorgio, getekend door Benoît Roels en uitgegeven door Le Lombard.
| Nummer | Titel                         |
| ------ | ----------------------------- |
| 1      | De Ayacks                     |
| 2      | Herberg "Het Konings-Kind"    |
| 3      | (La foret qui n'en finit pas) |